# 王若訥
王若訥（?—?），唐朝末年、五代十国初年道士。
王若訥开始在幽州当道士。幽州节度使刘仁恭在幽州大安山上兴筑楼馆，仿照宫殿，富丽堂皇，掠选美女居住其中；与王若讷炼金丹，招聚缁黄，合仙丹，讲求法要，以求长生不死，又招僧人讲法。后来刘仁恭被其子刘守光囚禁。王若訥游历到镇州，成德节度使王镕被王若訥诱使登山临水，访求仙迹，炼丹药，求长生，每次出游，数月才得以归还，百姓劳弊。登西山王母观，石路险峻，不通车马，每次登行，命仆妾妇人以锦绣牵持而上。后来王镕被其养子王德明所杀。